# Екологічна піраміда

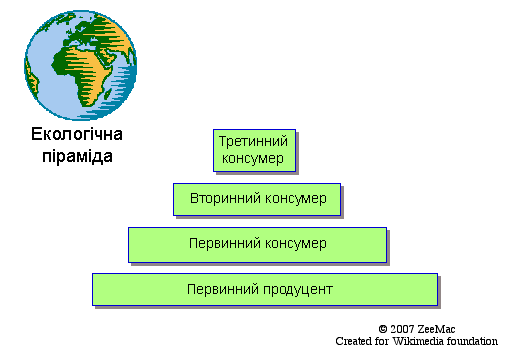
Екологічна піраміда

Екологі́чна пірамі́да (або трофічна піраміда, харчова піраміда) — графічне подання зміни кількості біомаси або біопродуктивності на кожному трофічному рівні екосистеми. Піраміда біомаси показує кількість біомаси на кожному з трофічних рівнів, в той час як піраміда біопродуктивності показує кількість надлишкової біомаси, що продукується організмами на кожному з рівнів.
Екологічні піраміди починаються продуцентами на нижньому рівні і продовжуються вгору через один або кілька рівнів консументів.
Розрізняють три типи екологічних пірамід:
− піраміда чисел − відображає чисельність окремих організмів на кожному рівні;

− піраміда біомаси − кількість органічної речовини, синтезованої на кожному з рівнів;

− піраміда енергії − величина потоку енергії.

## Піраміда чисел

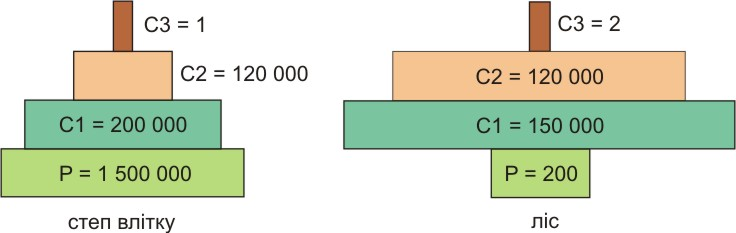

Піраміда чисел - відображає кількісний розподіл окремих організмів на трофічних рівнях. Особливістю такої піраміди є зменшення чисельності організмів при русі від продуцентів до консументів. Ця закономірність пояснюється тим, що в будь-якій екосистемі дрібні тварини чисельно перевершують великих і розмножуються швидше. Для будь-якого хижака існує нижня і верхня межа розмірів їх жертв, кожному хижакові служать їжею жертви певного розміру.
Друга піраміда - обернена, так як в лісових пасовищних харчових ланцюгах продуценти - це дерева, а первинні консументи - це комахи. Рівень первинних консументів за чисельністю перевищує рівень продуцентів.

## Піраміда біомаси

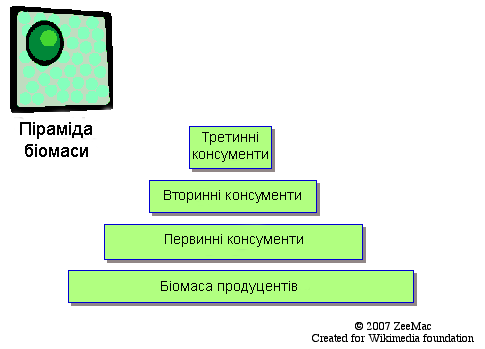
Піраміда біомаси

Піраміда біомаси - показує співвідношення загальної кількості живої речовини на трофічних рівнях харчового ланцюга. Може мати два графічних різновиди - правильна і обернена. Спостерігаються наступні закономірності: піраміди з широкою основою і вузькою вершиною характерні для наземних і мілководних екосистем, в яких продуценти мають великі розміри і живуть порівняно довго. У молодих екосистем вершина піраміди вужча, ніж у зрілих; піраміда може бути оберненою у відкритих і глибоких водах, де продуценти невеликі за розміром і живуть недовго. Піраміда біомаси відрізняється проміжним характером в озерах і ставках, так як тут рівноцінні ролі продуцентів, тобто великих прикріплених рослин і мікроскопічних водоростей.
Екологічна піраміда біомаси показує взаємодію між кількостями біомаси на різних трофічних рівнях, надаючи кількість біомаси на кожному з рівнів. Типовою одиницею біомаси на кожному рівні є грами на квадратний метр, або калорії на квадратний метр. Піраміди біомаси дають уяву про стан екосистеми в деякий момент часу. Одним з недоліків піраміди біомаси є те, що вони часто (при прийнятих зараз процедурах обчислення) показують перебільшені значення кількості біомаси на трофічному рівні. Наприклад, всі птахи мають скелет, кігті та дзьоби, котрі, незважаючи на включення в загальну масу організму при обчисленні, не поїдаються (або, щонайменше, не перетравлюються) організмами наступного трофічного рівня.
Піраміди біомаси також можуть спотворювати екологічну інформацію завдяки тому, що не беруть до уваги продуктивність кожного з трофічних рівнів. Це може призводити до появи обернених пірамід, де невелика кількість біомаси автотрофів підтримує набагато більшу біомасу наступного рівня гетеротрофів. Це часто трапляється у водних екосистемах, де водорості та фітопланктон, при невеликій власній біомасі в кожний окремий момент часу, завдяки великій біопродуктивності можуть підтримувати набагато більшу біомасу риб та зоопланктона, що ними харчуються.

## Піраміда енергії

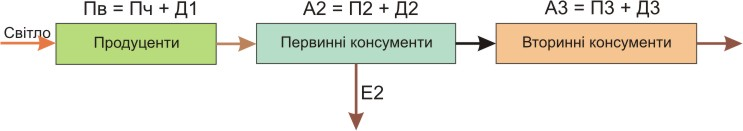
Рух потоку енергії в екосистемі

Піраміда енергії — величина потоку енергії, що проходить через різні трофічні рівні. На відміну від піраміди чисел або біомаси, що характеризують статику екосистеми, піраміда енергії характеризує динаміку проходження маси їжі через харчовий ланцюг. На її форму не впливають ні розміри особин, ні інтенсивність їх метаболізму. Крім того, піраміда чисел перебільшує роль дрібних організмів, піраміда біомаси перебільшує роль великих. Тому піраміда енергії є найбільш універсальною характеристикою для порівняння потоку енергії, що проходить через різні рівні, а також для порівняння однієї екосистеми з іншою.
Вивчення екологічних пірамід дозволяє оцінювати склад і особливості функціонування цілих екосистем або їх окремих частин, а також визначати ступінь антропогенного впливу на окремі організми або екосистему в цілому.
Сонячна енергія, що отримується рослинами, тільки частково використовується для фотосинтезу. Енергія, запасена у вуглеводах, витрачається на ріст і дихання рослин.
Валовою первинною продукцією називається біомаса продуцентів, накопичена ними в процесі фотосинтезу, включаючи ту її частину, яка була витрачена на дихання.
Чиста первинна продукція — біомаса органічної речовини, накопичена в рослинах за даний період часу без дихання.
Пв — валова первинна продукція;
Д1 — витрати на дихання.
Частина органічної речовини, створеного продуцентами — їжа для первинних консументів. Ця енергія використовується ними для утворення біомаси, для покриття витрат на дихання, а незасвоєного частина виділяється у вигляді екскрементів.
Потік енергії, що проходить через 2 рівень:
П2 — приріст біомаси другого рівня (чиста вторинна продукція).
Потік енергії, що проходить через 3 рівень:
Для трофічних ланцюгів характерні наступні закономірності:
- потік енергії, що виражається кількістю речовини, синтезованої на кожному рівні, у міру просування по ланцюгу зменшується.
- так як певна кількість речовини може бути використана кожним біогеоценозом неодноразово, а порція енергії — лише один раз, то в екосистемі відбувається каскадний перенос енергії та кругообіг речовин.

### Історія
Правило односпрямованості потоку енергії, за яким зворотний потік, пов'язаний із споживанням речовин і продукованої верхнім рівнем екологічної піраміди енергії більш низькими її рівнями набагато менший, уперше сформулював у 1931 році В. В. Станчинський, а в 1942 році це зробив Р. Ліндеман. Але Р. П. Макінтош вважає, що першовідкривачем цього закону є Л. Б. Слободкін.

## Піраміда біопродуктивності
Екологічна піраміда біопродуктивності звичайно є більш наглядною та корисною для кількісного вираження взаємодії між трофічними рівнями, позаяк оперує об'ємами біомаси, що продукується на кожному з рівнів за деякий проміжок часу, а не об'ємами біомаси на кожному рівні в деякий момент часу. Замість показу одномоментного стану системи, така піраміда показує потік енергії через ланцюг живлення. Типовою одиницею вимірювання є грами на квадратний метр на рік або калорії на квадратний метр на рік. Як і в піраміді біомаси, графічне представлення в цьому випадку починається продуцентами на нижньому рівні, та вміщує більш високі трофічні рівні наверху.

Коли екосистема перебуває в здоровому стані, графічне представлення піраміди біопродуктивності загалом виглядає як стандартна екологічна піраміда біомаси. Це обумовлене тією обставиною, що для підтримання рівноваги в системі, відповідно до закону збереження енергії, на нижчому рівні такої піраміди має бути більше енергії, ніж на вищому. Це дозволяє організмам на нижчому рівні підтримувати стабільну кількість популяції одночасно з харчуванням організмів на вищих рівнях, таким чином забезпечуючи перенесення енергії на верх піраміди. Винятки з цього правила можуть спостерігатись в разі, коли частина харчового ланцюга отримує харчові ресурси ззовні відносно співтовариства, що піддається спостереженню. Наприклад, в невеликих, сильно зарослих струмках, велика кількість консументів харчуються опалим листям, що потрапляє у водойму. Таким чином, біопродуктивність на цьому трофічному рівні є більшою, аніж може підтримувати попередній трофічний рівень.

Коли енергія транспортується на наступний трофічний рівень, звичайно лише 10 % від неї використовується для продукування нової біомаси, стаючи запасеною енергією (решта витрачається в процесах метаболізму). Таким чином, в піраміді біопродуктивності кожний наступний рівень становить приблизно 10 % від попереднього (100, 10, 1, 0.1, 0.01 % від первинної кількості, і так далі).
Порівняно до піраміди біомаси, піраміда біопродуктивності має такі переваги:
- Вона бере до уваги рівень продуктивності за деякий період часу
- Два види, що мають приблизно однакову біомасу, можуть при цьому мати дуже різний час життя. Таким чином, використання для порівняння їхніх біомас вводить в оману, але дані щодо їхньої біопродуктивності можуть бути порівняні коректно.
- Відносна кількість енергії, що передається всередині екосистеми, може бути обчислена з використанням енергетичної піраміди; таким чином можна порівнювати різні екосистеми.
- При побудові піраміди біопродуктивності не виникають обернені піраміди.
- При обчисленні потоку енергії є можливість взяти до уваги надходження сонячної енергії до екосистеми.

Недоліки піраміди біопродуктивності:
- Для коректних обчислень треба знати рівень продукування біомаси індивідуальним організмом, що потребує доволі складних спостережень протягом тривалого часу.
- В реальних екосистемах доволі важко віднести організм до чітко визначеного трофічного рівня, з огляду на складність взаємовідносин в харчових мережах. Особливо складним є розміщення на трофічних рівнях редуцентів та детритофагів.

Тим не менше, при умові ретельного збору та обробки інформації, екологічні піраміди є потужним інструментом дослідження взаємовідносин в екологічних співтовариствах.

## Правило екологічної піраміди
Правило екологічної піраміди − продукція організмів кожного наступного трофічного рівня завжди менша у середньому до 10 разів за продукцію попереднього. Тобто маса кожної подальшої ланки ланцюга живлення прогресивно зменшується.
Зниження біомаси при переході з одного харчового рівня на інший обумовлене тим, що далеко не вся їжа асимілюється консументами. Крім того, велика частка енергії поживних речовин, що всмоктується у кишці, витрачається на дихання та інші процеси життєдіяльності і лише 10-15% використовується на побудову нових клітин і тканин.

## Приклад екологічної піраміди
Нехай одну людину протягом року можна прогодувати 300 форелями. Для їхнього годування треба 90 тисяч пуголовків жаб. Для годування цих пуголовків треба 27 000 000 комах. Ці комахи потребують для годування 1000 тонн трави.
Якщо перевести людину на харчування лише рослинною їжею, проміжні рівні піраміди можна оминути, і тоді 1000 тонн біомаси рослин зможе прогодувати приблизно в 1000 разів більше людей.